# Bryaninops amplus
Bryaninops amplus es una especie de peces de la familia de los Gobiidae en el orden de los Perciformes.

## Morfología
Los machos pueden llegar a alcanzar los 4,6 cm de longitud total.

## Distribución geográfica
Se encuentra desde KwaZulu-Natal (Sudáfrica) y Madagascar hasta las Hawái, el sur del Japón y el sur de la  Gran Barrera de Coral.

## Observaciones
Es inofensivo para los humanos.